# Pater Brown
Pater Brown (im englischen Original Father Brown) ist eine literarische Figur, die von Gilbert Keith Chesterton erfunden wurde.
Die im deutschen Sprachraum übliche, besonders durch die Verfilmungen mit Heinz Rühmann bekannte Verwendung der Anrede „Pater“ ist eine eigentlich sprachlich falsche Übertragung, da im Deutschen nur Ordenspriester so angesprochen werden. Brown ist ein Weltpriester, der Pfarrer einer Gemeinde ist. Im englischsprachigen Raum werden hingegen auch die Weltpriester mit „Father“ angeredet.

## Chestertons Erzählungen
Zwischen 1910 und 1935 erschienen neunundvierzig Erzählungen von Chesterton über Father Brown, zunächst in Zeitschriften und anschließend zusammengefasst in den folgenden fünf Bänden:
1. 1911 Father Browns Einfalt (The Innocence of Father Brown)
1. Das Blaue Kreuz (The Blue Cross)
2. Der verborgene Garten (The Secret Garden)
3. Die sonderbaren Schritte (The Queer Feet)
4. Die Flüchtigen Sterne (The Flying Stars)
5. Der unsichtbare Mann (The Invisible Man)
6. Die Ehre des Israel Gow (The Honour of Israel Gow)
7. Die falsche Form (The Wrong Shape)
8. Die Sünden des Prinzen Saradine (The Sins of Prince Saradine)
9. Der Hammer Gottes (The Hammer of God)
10. Das Auge Apollos (The Eye of Apollo)
11. Das Zeichen des zerbrochenen Säbels (The Sign of the Broken Sword)
12. Die drei Werkzeuge des Todes (The Three Tools of Death)
2. 1914 Father Browns Weisheit (The Wisdom of Father Brown)
1. Die Abwesenheit von Mr. Glass (The Absence of Mr Glass)
2. Das Paradies der Diebe (The Paradise of Thieves)
3. Das Duell des Dr. Hirsch (The Duel of Dr Hirsch)
4. Der Mann in der Passage (The Man in the Passage)
5. Der Fehler der Maschine (The Mistake of the Machine)
6. Der Kopf Caesars (The Head of Caesar)
7. Die purpurne Perücke (The Purple Wig)
8. Der Untergang der Pendragons (The Perishing of the Pendragons)
9. Der Gott der Gongs (The God of the Gongs)
10. Der Salat von Oberst Cray (The Salad of Colonel Cray)
11. Das eigentümliche Verbrechen von John Boulnois (The Strange Crime of John Boulnois)
12. Das Märchen von Father Brown (The Fairy Tale of Father Brown)
3. 1926 Father Browns Ungläubigkeit (The Incredulity of Father Brown)
1. Die Auferstehung von Father Brown (The Resurrection of Father Brown)
2. Der Pfeil aus dem Himmel (The Arrow of Heaven)
3. Das Orakel des Hundes (The Oracle of the Dog)
4. Das Wunder von Moon Crescent (The Miracle of Moon Crescent)
5. Der Fluch des Goldenen Kreuzes (The Curse of the Golden Cross)
6. Der geflügelte Dolch (The Dagger with Wings)
7. Das Verhängnis der Darnaways (The Doom of the Darnaways)
8. Der Geist von Gideon Wise (The Ghost of Gideon Wise)
4. 1927 Father Browns Geheimnis (The Secret of Father Brown)
1. Father Browns Geheimnis (The Secret of Father Brown)
2. Der Spiegel des Richters (The Mirror of the Magistrate)
3. Der Mann mit zwei Bärten (The Man With Two Beards)
4. Das Lied vom Fliegenden Fisch (The Song of the Flying Fish)
5. Die Schauspielerin und das Alibi (The Actor and the Alibi)
6. Das Verschwinden von Vaudrey (The Vanishing of Vaudrey)
7. Das schlimmste Verbrechen der Welt (The Worst Crime in the World)
8. Der Rote Mond von Meru (The Red Moon of Meru)
9. Die Klage des Marquis von Marne (The Chief Mourner of Marne)
10. Flambeaus Geheimnis (The Secret of Flambeau)
5. 1935 Father Browns Skandal (The Scandal of Father Brown)
1. Father Browns Skandal (The Scandal of Father Brown)
2. Der Schnelle (The Quick One)
3. Der Fluch des Buches (The Blast of the Book)
4. Der Grüne Mann (The Green Man)
5. Die Verfolgung von Mr. Blue (The Pursuit of Mr Blue)
6. Das Verbrechen des Kommunisten (The Crime of the Communist)
7. Die Spitze einer Nadel (The Point of a Pin)
8. Das unlösbare Problem (The Insoluble Problem)
9. Der Dorfvampir (The Vampyre of the Village)
Für „The Scandal Of Father Brown“ findet sich auch das Datum 1929. Quelle hierfür ist die englische „Penguin Crime Fiction“ Reihe, herausgegeben in den 1970ern von Julian Symons. Der Chesterton-Biograph John Sullivan gibt dagegen 1935 an, was auch mit den Ersterscheinungsdaten der Geschichten in diversen Zeitschriften zwischen 1932 und 1935 übereinstimmt.
Als weitere Geschichten gibt es die zweiteilige Rahmenerzählung in Band 4 sowie „The Donnington Affair“, deren Plot 1914 von Sir Max Pemberton geschrieben und dann Father Brown alias G. K. Chesterton zur Lösung vorgelegt wurde.
Die deutschen Titel der Bücher unterscheiden sich bei verschiedenen Übersetzern und von Verlag zu Verlag. Deutsche Übersetzer der Geschichten waren unter anderem Clarisse Meitner, Norbert Miller und Alfred P. Zeller. Eine sehr nahe am englischen Original geschriebene Übersetzung von Hanswilhelm Haefs erschien in fünf Bänden ab 1991 im Zürcher Haffmans Verlag. Diese Edition enthielt zum ersten Mal alle 50 Father Brown-Geschichten mit Ausnahme von „Father Brown und die Midasmaske“, die erst 2004 in der Übersetzung von Carl Koch auf Deutsch erschien. Auch hier ist die von Haefs eingeführte Beibehaltung der englischen Anrede Father übernommen worden.

### Charakteristik der Figur
Pater Brown ist ein englischer katholischer Pfarrer, der als Hobby Kriminalfälle löst. Dies gelingt ihm, indem er sich in den Täter hineinversetzt, dabei das Verbrechen selbst begeht, wie er sagt. Das Reallexikon der deutschen Literaturwissenschaft führt die Detektivfigur als Beispiel heran, dass anstelle von analytischen Methoden in den USA häufig auch ein psychologisches Einfühlungsvermögen des Helden betont wird. Als Geistlicher ist er jedoch weniger daran interessiert, Verbrecher der irdischen Gerechtigkeit auszuliefern (darin ähnlich Chestertons literarischer Figur Horne Fisher), sondern er will sie zu Gott führen; eine freiwillige Beichte des Täters genügt ihm. Es spielt für ihn keine Rolle, welches Amt diese Person bekleidet.
Es fällt schwer, aus Chestertons Erzählungen eine genaue Beschreibung und Biographie Father Browns abzuleiten. Sein Vorname beginnt mit einem „J“ (Das Auge Apollos); er wird beschrieben als klein und gedrungen, mit einem großen Kopf. „Sein Hut umgab sein rundes Gesicht wie ein Heiligenschein.“ (in: Der Spiegel des Richters). Seine Augen sind grau (Der Hammer Gottes). Father Brown hat nur wenige Verwandte: eine Schwester und eine Nichte, Elizabeth „Betty“ Fane (Das schlimmste Verbrechen der Welt). Er ist in Essex aufgewachsen (Der Dorfvampir) und studierte in Oxford am (fiktiven) Mandeville College (Das Verbrechen des Kommunisten). Als Kaplan arbeitete er eine Zeit lang in einem Gefängnis in Chicago (Der Fehler der Maschine). Offensichtlich hatte Brown im Laufe der Zeit mehrere Pfarrstellen inne, erwähnt werden:
- das Kirchspiel „Cobhole“ in Essex (Der Gott der Gongs u. a.)
- die Londoner Pfarre St. Dominic (Der Garten des Richters u. a.)
- das kleine Dorf „Bohun Beacon“ (Der Hammer Gottes)
- Scarborough (Die Abwesenheit von Mr. Glass)

Außerdem war er als Missionar in Südamerika tätig (Die Auferstehung von Father Brown).
Die meisten der Geschichten spielen in England, aber einige auch in anderen Ländern:
- USA (Der Fehler der Maschine, Der Pfeil aus dem Himmel)
- ein nicht weiter bestimmtes Land an der Nordküste Südamerikas (Die Auferstehung von Father Brown)
- Frankreich (Der verborgene Garten, Das Duell des Dr. Hirsch)
- Italien (Das Paradies der Diebe)
- Mexiko (Father Browns Skandal)
- Deutschland (in „Heiligwaldenstein“ in Das Märchen von Father Brown/Pater Browns Märchen).

Sowohl in seiner Weltanschauung als auch in seinem äußeren Erscheinungsbild stellt Pater Brown eine Kontrastfigur zu Arthur Conan Doyles Detektivfigur des Sherlock Holmes dar. Im Gegensatz zu Holmes löst Pater Brown seine Fälle nicht als genialer Denker und Methodiker, sondern als Priester, der im Auftrag Gottes handelt. Daher sieht er in dem Verbrecher in erster Linie einen sündigen Menschen, in den er sich einfühlen kann und für den er Verständnis aufbringt. Als Beichtvater und Seelsorger in verarmten Gemeinden kennt er die Verstrickungen der Menschen und nutzt dieses Wissen verbunden mit seiner ausgeprägten Intuition für die Aufklärung der Kriminalfälle. Anders als die Holmes-Geschichten, die zumeist von Dr. Watson, dem Freund und Adlatus von Holmes, als Ich-Erzählung dargeboten werden, werden die Pater-Brown-Geschichten von einem auktorialen Erzähler geschildert.
Nutzte Chesterton seine Pater-Brown-Geschichten anfangs, um seine Weltanschauung in eingebetteter Form zu propagieren, so wurde diese später zum Selbstzweck. Die zuerst scharfsinnige und witzige Form der Erzählung weicht mit der Zeit einer massiven religiösen Propaganda. Werden am Anfang der späteren Geschichten Katholiken verdächtigt, stellen sich am Ende Puritaner oder Atheisten als die wahren Übeltäter oder Bösewichter heraus. Ihre Motive lassen zudem häufig die Todsünden der katholischen Kirche erkennen. Dementsprechend löst Pater Brown nicht in erster Linie Verbrechen, sondern entlarvt den sündigen Menschen. Konsequenterweise überstellt er deshalb den Verbrecher selten der irdischen Gerichtsbarkeit, sondern überlässt diesen der Bestrafung Gottes, der für ihn jedoch kein puritanischer Rachegott, sondern eher ein Gott der Gnade und Barmherzigkeit ist.
Demgemäß wird auch der Meisterverbrecher Hercule Flambeau (Die falsche Form) von Pater Brown bekehrt. Der ehemalige Trickdieb wird zum Privatdetektiv und einzigen Freund Browns, der den Priesterdetektiv fortan als dienender Helfer unterstützt. Flambeau, dessen bürgerlicher Name Duroc ist, setzt sich schließlich in einem Schloss in Spanien zur Ruhe.
Chestertons fiktive Figur des Father Brown hatte ein reales Vorbild: Father John O’Connor von St. Custherberts, Bradford. Er war der Pfarrer, der Chestertons Konversion zum katholischen Glauben leitete; Chesterton widmete ihm Band 4 seiner Erzählungen (The Secret of Father Brown). Weitergehende kriminalistische Fähigkeiten O’Connors sind allerdings nicht überliefert.

## Verfilmungen
Die erste Verfilmung der Erzählungen von Gilbert Keith Chesterton entstand 1934 mit Walter Connolly in der Titelrolle. Regie führte Edward Sedgwick. Eine weitere Verfilmung entstand dann 1954 in Großbritannien. Robert Hamer drehte den Film Father Brown (dt.: Die seltsamen Wege des Pater Brown) nach der Erzählung „The Blue Cross“. Die Hauptrolle spielte Alec Guinness, die Filmmusik schrieb Georges Auric. Diese Version gilt gemeinhin als die gelungenste der zahlreichen Verfilmungen.
In Deutschland drehte 1960 Helmut Ashley mit Heinz Rühmann als Pater Brown den erfolgreichen Film Das schwarze Schaf. 1962 entstand dann die Fortsetzung Er kann’s nicht lassen unter der Regie von Axel von Ambesser ebenfalls mit Heinz Rühmann. Zu beiden Filmen verfasste der deutsche Komponist Martin Böttcher die Musik. In diesen Verfilmungen ist „Pater Brown“ ein irischer Geistlicher. Seine kriminalistischen Erfolge ärgern regelmäßig seine kirchlichen Vorgesetzten – was so bei Chesterton nicht vorkommt, aber für die weitere deutsche Rezeption mitbestimmend wurde.
Die 1968 erschienene deutsch-französisch-italienische Gemeinschaftsproduktion Die Abenteuer des Kardinal Braun (wieder mit Heinz Rühmann, dieses Mal in Farbe) richtete sich nicht mehr nach Chestertons Vorlage.
1966 bis 1972 zeigte das deutsche Fernsehen eine Fernsehserie Pater Brown, mit Josef Meinrad in der Hauptrolle. Dem Cover der Doppel-DVD sind folgende Informationen zu entnehmen:

„Pater Brown. Die in Österreich 1966–72 produzierte Serie mit Josef Meinrad als ‚Pater Brown‘ hält sich eng an die Kriminalgeschichten des englischen Autors G. K. Chesterton. Mit kriminalistischem Spürsinn löst der englische, katholische Pfarrer Brown mysteriöse Kriminalfälle – was bei seinen Vorgesetzten jedoch eher wenig Begeisterung hervorruft. Assistiert wird er dabei von Guido Wieland als Inspektor Smith (und natürlich vom lieben Gott). Pater Browns Methode ist, sich in den Täter hineinzuversetzen, indem er das Verbrechen gedanklich selbst begeht. Beim Überführen der Täter geht es ihm weniger um irdische Gerechtigkeit, als darum, sie zu Gott zu führen. Die Episode Salat für den Oberst ist leider nur zum Teil erhalten. Dieser wurde als Extra mit aufgenommen.“
1974 folgte eine 13-teilige britische Fernsehserie mit Kenneth More.
1979 drehte John Llewellyn Moxey einen amerikanischen Fernsehfilm Pater Brown läßt sich nicht bluffen (Sanctuary of Fear), der den Pfarrer von England in das Manhattan der Gegenwart versetzt und ihn einen Fall in der Art eines Perry Mason lösen lässt. Die Geschichte basiert auf keinerlei literarischen Vorlagen Chestertons.
Die 2003 gestartete deutsche Fernsehserie Pfarrer Braun basiert lose auf dem Charakter des Father Brown. Der bayerische Pfarrer Guido Braun löst im ersten der Fälle einen Mord auf der fiktiven Insel Nordersand. Braun wird von Ottfried Fischer dargestellt. Komponist Martin Böttcher bekam den Auftrag, für diese Serie eine Titelmelodie zu komponieren, die sich thematisch an die der beiden Kinofilme mit Heinz Rühmann anlehnt.
Seit Sommer 2012 produziert der britische Fernsehsender BBC eine Krimiserie zu Father Brown. Die Fernsehserie Father Brown wird seit Januar 2013 auf BBC One in bisher acht Staffeln mit insgesamt 90 Episoden gezeigt. Alle Folgen sind deutsch synchronisiert worden und auch auf DVD erhältlich. Sie werden seit April 2014 auf ZDFneo ausgestrahlt. In der Titelrolle ist Mark Williams zu sehen.

## Medien

### Filmmusik
- „Kriminalfilmmusik von Martin Böttcher“ – BSC 307.6518.2 (Filmmusik aus den beiden Kinofilmen mit Heinz Rühmann)
- „The Film Music of Georges Auric“ – CHAN 9774 (Enthält auch eine Father Brown-Suite aus dem Film von Robert Hamer)
- „Pfarrer Braun und andere …“ Colosseum – CST 8092.2 (Musik aus der Fernsehserie mit Ottfried Fischer)

### DVD
- Das schwarze Schaf (1960)
- Er kann’s nicht lassen (1962)
- Die Abenteuer des Kardinal Braun (1967)
- Pater Brown lässt sich nicht bluffen (1979)
- Pater Brown. Doppel-DVD-Set: Die „beiden ersten“ Staffeln (12 Folgen), ARD. (1966). Schwarzweiß. Extra: Episode 11 (Fragment)

### Hörbuch
- „Die Einfalt des Pater Brown / Der Unsichtbare“, 1 CD, Litraton – ISBN 3-89469-507-2
- „Pater Brown und der Fluch des goldenen Kreuzes“, 1 CD, Universal – ISBN 3-8291-1128-2

ungekürzte Lesungen auf Basis der Neuübersetzungen von Hanswilhem Haefs (Sprecher: Michael Schwarzmaier):
- „Father Browns Einfalt, Vol. 1“, 2 CDs, 2010, cc-live, Vertrieb: steinbach sprechende bücher – ISBN 978-3-86974-010-2

1. Das Blaue Kreuz
2. Der verborgene Garten
3. Die sonderbaren Schritte

- „Father Browns Einfalt, Vol. 2“, 2 CDs, 2010, cc-live, Vertrieb: steinbach sprechende bücher – ISBN 978-3-86974-016-4

1. Die Flüchtigen Sterne
2. Der unsichtbare Mann
3. Die Ehre des Israel Gow

- „Father Browns Einfalt, Vol. 3“, 2 CDs, 2010, cc-live, Vertrieb: steinbach sprechende bücher – ISBN 978-3-86974-026-3

1. Die falsche Form
2. Die Sünden des Prinzen Saradine
3. Der Hammer Gottes

- „Father Browns Einfalt, Vol. 4“, 2 CDs, 2010, cc-live, Vertrieb: steinbach sprechende bücher – ISBN 978-3-86974-027-0

1. Das Auge Apollos
2. Das Zeichen des zerbrochenen Säbels
3. Die drei Werkzeuge des Todes

- „Father Browns Weisheit, Vol. 1“, 2 CDs, 2010, cc-live, Vertrieb: steinbach sprechende bücher – ISBN 978-3-86974-050-8

1. Die Abwesenheit von Mr. Glass
2. Das Paradies der Diebe
3. Das Duell des Dr. Hirsch

- „Father Browns Weisheit, Vol. 2“, 2 CDs, 2010, cc-live, Vertrieb: steinbach sprechende bücher – ISBN 978-3-86974-051-5

1. Der Mann in der Passage
2. Der Fehler der Maschine
3. Der Kopf Caesars

- „Father Browns Weisheit, Vol. 3“, 2 CDs, 2010, cc-live, Vertrieb: steinbach sprechende bücher – ISBN 978-3-86974-052-2

1. Die purpurne Perücke
2. Der Untergang der Pendragons
3. Der Gott der Gongs

- „Father Browns Weisheit, Vol. 4“, 2 CDs, 2010, cc-live, Vertrieb: steinbach sprechende bücher – ISBN 978-3-86974-053-9

1. Der Salat von Oberst Cray
2. Das eigentümliche Verbrechen von John Boulnois
3. Das Märchen von Father Brown

- „Father Browns Ungläubigkeit, Vol. 1“, 2 CDs, 2011, cc-live, Vertrieb: steinbach sprechende bücher – ISBN 978-3-86974-073-7

1. Die Auferstehung von Father Brown
2. Der Pfeil aus dem Himmel

- „Father Browns Ungläubigkeit, Vol. 2“, 2 CDs, 2011, cc-live, Vertrieb: steinbach sprechende bücher – ISBN 978-3-86974-074-4

1. Das Orakel des Hundes
2. Das Wunder von Moon Crescent

- „Father Browns Ungläubigkeit, Vol. 3“, 2 CDs, 2011, cc-live, Vertrieb: steinbach sprechende bücher – ISBN 978-3-86974-075-1

1. Der Fluch des goldenen Kreuzes
2. Der geflügelte Dolch

- „Father Browns Ungläubigkeit, Vol. 4“, 2 CDs, 2011, cc-live, Vertrieb: steinbach sprechende bücher – ISBN 978-3-86974-076-8

1. Das Verhängnis der Darnaways
2. Der Geist von Gideon Wise

- „Father Browns Geheimnis, Vol. 1“, 2 CDs, 2011, cc-live, Vertrieb: steinbach sprechende bücher – ISBN 978-3-942416-86-3

1. Father Browns Geheimnis
2. Der Spiegel des Richters
3. Der Mann mit zwei Bärten

- „Father Browns Geheimnis, Vol. 2“, 2 CDs, 2011, cc-live, Vertrieb: steinbach sprechende bücher – ISBN 978-3-942416-87-0

1. Das Lied vom Fliegenden Fisch
2. Die Schauspielerin und das Alibi

- „Father Browns Geheimnis, Vol. 3“, 2 CDs, 2011, cc-live, Vertrieb: steinbach sprechende bücher – ISBN 978-3-942416-88-7

1. Das Verschwinden von Vaudrey
2. Das schlimmste Verbrechen der Welt

- „Father Browns Geheimnis, Vol. 4“, 2 CDs, 2011, cc-live, Vertrieb: steinbach sprechende bücher – ISBN 978-3-942416-89-4

1. Der Rote Mond von Meru
2. Die Klage des Marquis von Marne
3. Flambeaus Geheimnis

- „Father Browns Skandal, Vol. 1“, 2 CDs, 2012, cc-live, Vertrieb: steinbach sprechende bücher – ISBN 978-3-942416-94-8

1. Father Browns Skandal
2. Der Schnelle
3. Der Fluch des Buches

- „Father Browns Skandal, Vol. 2“, 2 CDs, 2012, cc-live, Vertrieb: steinbach sprechende bücher – ISBN 978-3-942416-95-5

1. Der Grüne Mann
2. Die Verfolgung von Mr. Blue
3. Das Verbrechen des Kommunisten

- „Father Browns Skandal, Vol. 3“, 2 CDs, 2012, cc-live, Vertrieb: steinbach sprechende bücher – ISBN 978-3-942416-96-2

1. Die Spitze einer Nadel
2. Das unlösbare Problem

- „Father Browns Skandal, Vol. 4“, 2 CDs, 2012, cc-live, Vertrieb: steinbach sprechende bücher – ISBN 978-3-942416-97-9

1. Der Dorfvampir
2. Die Donnington-Affäre

### Hörspiel
Neben einzelnen Hörspielen nach Pater-Brown-Geschichten wurden folgende Reihen produziert:
- NWDR Köln 1948[4][5]
  - Bearbeitung: Johannes D. Peters
  - Regie: Eduard Hermann
  - Darsteller:
    - Pater Brown: Max Noack

1. Der zertrümmerte Spiegel
2. Vaudreys Verschwinden
3. Das Lied an die fliegenden Fische
4. Das schlimmste aller Verbrechen
5. Das Alibi der Schauspielerin
6. Der rote Mond von Meru
7. Der Mann mit den zwei Bärten

- ORF 1993[6]
  - Bearbeitung: Leo Braune, Klaus Gmeiner
  - Regie: Klaus Gmeiner
  - Darsteller:
    - Erzähler: Karl Walter Diess (1), Gert Westphal (2–3)
    - Pater Brown: Gustl Weishappel

1. Der Hammer Gottes
2. Der geflügelte Dolch
3. Das Hundeorakel

- MDR/RBB/SWR 2005[7]
  - Bearbeitung: Ulrich Griebel
  - Musik: Stephan König
  - Regie: Klaus Zippel
  - Darsteller:
    - Erzähler: Jürgen Holtz
    - Pater Brown: Horst Bollmann
    - Flambeau: Herbert Fritsch

1. Der verschwiegene Garten
2. Der Unsichtbare
3. Die Ehre des Israel Gow
4. Das Paradies der Diebe
5. Cäsars Kopf
6. Vaudreys Verschwinden
7. Das schlimmste Verbrechen der Welt
8. Die Spitze einer Nadel

(Die Hörspiele sind als CD im Buchhandel erschienen.)
- Maritim 2004–[8]
  - Bearbeitung: Daniela Wakonigg
  - Musik: Martin Böttcher
  - Darsteller:
    - Pater Brown: Volker Brandt
    - Flambeau: Peer Augustinski (3), Hans-Georg Panczak (5–)

1. Das Geheimnis im Garten (The Secret Garden/2004)
2. Der Hammer Gottes (The Hammer of God/2005)
3. Die fliegenden Sterne (The Flying Stars/2005)
4. Die drei Todeswerkzeuge (The Three Tools of Death/2006)
5. Das Auge des Apoll (The Eye of Apollo/2006)
6. Die Sünden des Prinzen Saradin (The Sins of Prince Saradine/2006)
7. Das Paradies der Diebe (The Paradise of Thieves/2007)
8. Die falsche Form (The Wrong Shape/2007)
9. Der Mann im Gang (The Man in the Passage/2007)
10. Das Duell des Dr. Hirsch (The Duel of Dr Hirsch/2007)
11. Der Kopf des Caesar (The Head of Caesar/2008)
12. Die Ehre des Israel Gow (The Honour of Israel Gow/2008)
13. Der Geist von Gideon Wise (The Ghost of Gideon Wise/2008)
14. Das Verhängnis der Daraways (The Doom of the Darnaways/2008)
15. Die seltsamen Schritte (The Queer Feet/2008)
16. Der Fehler in der Maschine (The Mistake of the Machine/2008)
17. Der Fluch der Pendragons (The Perishing of the Pendragons/2008)
18. Der geflügelte Dolch (The Dagger with Wings/2009)
19. Ein Pfeil vom Himmel (The Arrow of Heaven/2009)
20. Der Gott des Gongs (The God of the Gongs/2009)
21. Das Märchen des Pater Brown (The Fairy Tale of Father Brown/2009)
22. Die purpurfarbende Perücke (The Purple Wig/2009)
23. Das Zeichen des zerbrochenen Säbels (The Sign of the Broken Sword/2010)
24. Pater Browns Auferstehung (The Resurrection of Father Brown/2010)
25. Heiteres Pfarrfest (2010)
26. Todbringende Eucharistie (2010)
27. Penelope (2010)
28. Die Leiche im Straßengraben (2011)
29. Pater Brown macht Urlaub (2011)
30. Raue See (2011)
31. Die Blutstein-Legende (2011)
32. Der Spieler und das Mädchen (2011)
33. Der Kuss des Todes (2011)
34. Das Schloss der lebenden Schatten (2011)
35. Rätsel um Milena (2011)
36. Diamanten-Express (2011)
37. Nur im Gefängnis sicher (2013)
38. Wo der Pater starb (2013)
39. Die Entführung von Baby Rose (2013)
40. Der Künstler und sein Model (2013)
41. Aus dem Ei gepellt (2013)
42. Der tote Herzensbrecher (2013)
43. Der weiße Skorpion 1 (2014)
44. Der weiße Skorpion 2 – Meridian (2014)
45. Im Auge des Jaguars (2014)
46. Signum Regis (2014)
47. Astro Creep – Tödliche Zeichen (2014)
48. Die Krone von Ampur (2014)
49. Die Henkersmahlzeit (2016)
50. Der Engel ohne Flügel (2016)
51. Die Todesschlinge (2016)
52. Das Rätsel der schwarzen Nonne (2017)
53. Der Unschuldsbeweis (2017)
54. Der schlafende Schutzpatron (2017)
55. Der Unschuldsbeweis (2017)
56. Der Flug der Schwalben (2018)
57. Stille Wasser (2018)
58. Die Dame in Grün (2019)
59. Der Judasbaum (2019)
60. Der Feuerteufel von Newton (2020)
61. Die gebrochene Kerze (2020)
62. Grube, Dame, As und Tod (2020)
63. Die Legende vom Hohlweg (2020)
64. Der Tod lässt bitten (2021)
65. Böse Überraschungen (2021)
66. Ein Mörder zum Dinner (2021)
67. Alte Freunde (2022)
68. Schottische Abgründe (2022)
69. Das Gespenst von Raventsone (2023)

(Die Hörspiele sind als CD im Buchhandel und/oder zum digitalen Download erschienen.)

## Ausgaben
Die Geschichten um Father Brown erschienen zu Chestertons Lebzeiten in fünf von ihm zusammengestellten Sammlungen:
The Innocence of Father Brown (1911)
- The Blue Cross (in: The Story-Teller, September 1910; als Valentin Follows a Curious Trail in: The Saturday Evening Post, 23 July 1910)
- The Secret Garden (in: The Story-Teller, October 1910. (The Saturday Evening Post, 3. September 1910))
- The Queer Feet (in: The Story-Teller, November 1910. (The Saturday Evening Post, 1. Oktober 1910))
- The Flying Stars (in: The Saturday Evening Post, 20. Mai 1911)
- The Invisible Man (in: The Saturday Evening Post, 28. Januar 1911, auch: Cassell's Magazine, Feb 1911)
- The Honour of Israel Gow (als The Strange Justice in: The Saturday Evening Post, 25. März 1911)
- The Wrong Shape (in: The Saturday Evening Post, 10. Dezember 1910)
- The Sins of Prince Saradine (in: The Saturday Evening Post, 22. April 1911)
- The Hammer of God (als The Bolt from the Blue in: The Saturday Evening Post, 5. November 1910)
- The Eye of Apollo (in: The Saturday Evening Post, 25. Februar 1911)
- The Sign of the Broken Sword (in: The Saturday Evening Post, 7. Januar 1911)
- The Three Tools of Death (in: The Saturday Evening Post, 24. Juni 1911)

Deutsch: 
- Father Brown’s Einfalt : Zwölf Geschichten. Übersetzt von Hanswilhelm Haefs. Haffmans, Zürich 1991, ISBN 3-251-20116-6. Neuauflage Haffmans, Zürich 1999, ISBN 3-251-20294-4. Neu aufgelegt im Area Verlag, Erftstadt 2004, ISBN 3-89996-180-3. Neu aufgelegt als Taschenbuch im Suhrkamp / Insel Verlag, Berlin 2008, ISBN 978-3-458-35028-6.
- Pater Browns Einfalt. Übersetzt von Hedwig Maria von Lama. Null Papier Verlag, Neuss 2012, ISBN 978-3-95418-079-0 (E-Book).

The Wisdom of Father Brown (1914)
- The Absence of Mr Glass (in: McClure's Magazine, November 1912)
- The Paradise of Thieves (in: McClure's Magazine, März 1913)
- The Duel of Dr Hirsch
- The Man in the Passage (in: McClure's Magazine, April 1913)
- The Mistake of the Machine
- The Head of Caesar (in: The Pall Mall Magazine, Juni 1913)
- The Purple Wig (in: The Pall Mall Magazine, Mai 1913)
- The Perishing of the Pendragons (in: The Pall Mall Magazine, Juni 1914)
- The God of the Gongs
- The Salad of Colonel Cray
- The Strange Crime of John Boulnois (in: McClure's Magazine, Februar 1913)
- The Fairy Tale of Father Brown

Deutsch: 
- Das Paradies der Diebe. Übersetzt von Clarisse Meitner. Musarion Verlag, München 1927, DNB 57259643X.
- Father Brown’s Weisheit : Zwölf Geschichten. Übersetzt von Hanswilhelm Haefs. Haffmans, Zürich 1991, ISBN 3-251-20109-3. Neuauflage Haffmans, Zürich 1999, ISBN 3-251-20294-4. Neu aufgelegt im Area Verlag, Erftstadt 2004, ISBN 3-89996-180-3. Neu aufgelegt als Taschenbuch im Suhrkamp / Insel Verlag, Berlin 2008, ISBN 978-3-458-35029-3.

The Incredulity of Father Brown (1926)
- The Resurrection of Father Brown
- The Arrow of Heaven (in: Nash's Pall Mall Magazine, Juli 1925)
- The Oracle of the Dog (in: Nash's Pall Mall Magazine, Dezember 1923)
- The Miracle of Moon Crescent (in: Nash's Pall Mall Magazine, Mai 1924)
- The Curse of the Golden Cross (in: Nash's Pall Mall Magazine, Mai 1925)
- The Dagger with Wings (in: Nash's Pall Mall Magazine, Februar 1924)
- The Doom of the Darnaways (in: Nash's Pall Mall Magazine, Juni 1925)
- The Ghost of Gideon Wise (in: Cassell's Magazine, April 1926)

Deutsch: 
- Ein Pfeil vom Himmel. Übersetzt von Dora Sophie Kellner. Verlag Die Schmiede, Berlin 1927, DNB 572596235.
- Father Brown’s Ungläubigkeit : Acht Geschichten. Übersetzt von Hanswilhelm Haefs. Haffmans, Zürich 1991, ISBN 3-251-20117-4. Neuauflage Haffmans, Zürich 1999, ISBN 3-251-20294-4. Neu aufgelegt im Area Verlag, Erftstadt 2004, ISBN 3-89996-180-3. Neu aufgelegt als Taschenbuch im Suhrkamp / Insel Verlag, Berlin 2008, ISBN 978-3-458-35030-9.

The Secret of Father Brown (1927)
- The Secret of Father Brown (Rahmenerzählung)
- The Mirror of the Magistrate
- The Man with Two Beards
- The Song of the Flying Fish
- The Actor and the Alibi
- The Vanishing of Vaudrey (in: Harper’s Magazine, Oktober 1925)
- The Worst Crime in the World
- The Red Moon of Meru
- The Chief Mourner of Marne (in: Harper’s Magazine, Mai 1925)
- The Secret of Flambeau (Rahmenerzählung)

Deutsch: 
- Das Geheimnis des Paters Brown. Übersetzt von Rudolf Nutt. Musarion Verlag, DNB 572596359.
- Das Geheimnis des Pater Brown. Übersetzt von Alfred Paul Zeller. Limes-Verlag, Wiesbaden 1947, DNB 450775097.
- Father Brown’s Geheimnis : Zehn Geschichten. Übersetzt von Hanswilhelm Haefs. Haffmans, Zürich 1992, ISBN 3-251-20118-2. Neuauflage Haffmans, Zürich 1999, ISBN 3-251-20294-4. Neu aufgelegt im Area Verlag, Erftstadt 2005, ISBN 3-89996-182-X. Neu aufgelegt als Taschenbuch im Suhrkamp / Insel Verlag, Berlin 2008, ISBN 978-3-458-35061-3.

The Scandal of Father Brown (1935)
- The Scandal of Father Brown (in: The Story-Teller, November 1933)
- The Quick One (in: The Saturday Evening Post, 25. November 1933)
- The Blast of the Book/The Five Fugitives (in: Liberty, 26. August 1933)
- The Green Man (in: Ladies Home Journal, November 1930)
- The Pursuit of Mr Blue
- The Crime of the Communist (in: Collier’s Weekly, 14. Juli 1934)
- The Point of a Pin (in: The Saturday Evening Post, 17. September 1932)
- The Insoluble Problem (in: The Story-Teller, März 1935)
- The Vampire of the Village (in: Strand Magazine, August 1936; nicht in der Erstausgabe der Sammlung)

Deutsch: 
- Skandal um Pater Brown : Kriminalgeschichten. Übersetzt von Kamilla Demmer. Herder-Bücherei #23, Freiburg i. Br. 1958, DNB 450775011.
- Father Brown’s Skandal : Zehn Geschichten. Übersetzt von Hanswilhelm Haefs. Haffmans, Zürich 1993, ISBN 3-251-20109-3. Neuauflage Haffmans, Zürich 1999, ISBN 3-251-20294-4. Neu aufgelegt im Area Verlag, Erftstadt 2005, ISBN 3-89996-182-X. Neu aufgelegt als Taschenbuch im Suhrkamp / Insel Verlag, Berlin 2008, ISBN 978-3-458-35062-0.

Außerhalb von Sammlungen erschienen:
- The Donnington Affair (in: The Premier, November 1914; mit Max Pemberton)
- The Mask of Midas (1936)
  - Deutsch: Father Brown und die Midasmaske und andere Geschichten. Hrsg. und eingeleitet von Matthias Marx. Übersetzt von Carl Koch. Verlag Nova und Vetera, Bonn 2004, ISBN 3-936741-17-4.

Sammelbände und postume Zusammenstellungen
- The Father Brown Stories (1929)
- The Father Brown Omnibus (1933)
- The Complete Father Brown (1943)
- Father Brown: A Selection (1955)
  - Deutsch: Father Brown kann es nicht glauben : Seine besten Fälle. Übersetzt von Hanswilhelm Haefs. Brendow, Moers 2001, ISBN 3-87067-881-X.
- The Father Brown Book (1959)
- The Second Father Brown Book (1959)
- The Collected Works of G.K. Chesterton: The Father Brown Stories (2005, 2 Bände)
- The Early Father Brown (2010)

Obenstehende Sammelbände mit Father-Brown-Geschichten sind eine kleine Auswahl aus der sehr großen Zahl solcher Zusammenstellungen, sowohl englischer wie deutscher. Die Sammlungen sind selten vollständig, insbesondere fehlen meist die beiden außerhalb der von Chesterton zusammengestellten 5 Bände (The Donnington Affair und The Mask of Midas). Die im Rahmen der Collected Works 2005 in 2 Bänden erschienene Ausgabe ist vollständig.
Die deutschen Übersetzungen von Hanswilhelm Haefs sind nach der Erstausgabe bei Haffmanns seither im Area Verlag, Erftstadt, und als Taschenbuch bei Suhrkamp aufgelegt worden.
Weitere deutsche Übersetzungen:
- Die besten Pater-Brown-Geschichten. Reclam, ISBN 3-379-01698-5.
- Pater Brown und das schlimmste Verbrechen der Welt. Diogenes, Zürich, ISBN 3-257-20733-6.
- Das große Pater Brown Buch. Knaur, ISBN 3-426-01222-7 (enthält die Geschichten der Bücher Das Geheimnis des Pater Brown und Das Paradies der Diebe).